# Cascades Mahamanina
Les cascades Mahamanina són unes cascades de 60 metres d'altura a la regió Diana, al nord de Madagascar. Es troba a 15 km d'Ambanja a través de la Route nationale 6 (RN6). Es troben dues cascades més al riu Mirahavavyse, a 14 km per la carretera de Sambirano.